# لايف أند لاود (فيديو)
لايف أند لاود (بالإنجليزية: Live and Loud)‏ هو فيديو حي صدر لفرقة الروك الأمريكية نيرفانا في سبتمبر 2013. تم إصدار الفيديو كجزء من الاحتفال بالذكرى العشرين لألبوم الإستديو الثالث والأخير للفرقة إن يوتيرو.
يعرض الفيديو الأداء الحي الكامل للفرقة في بيير 48 بسياتل والذي يعود لديسمبر من عام 1993، تم تسجيل الأداء من قبل إم تي في لبرنامج «لايف أند لاود». يتضمن الدي في دي أيضاً لقطات فيديو إضافية من عروض حية أخرى للفرقة من جولة إن يوتيرو.